# Zhongguo Qiyuan
Zhongguo Qiyuan (chinesisch 中国棋院) ist die nationale chinesische Organisation für Brett- und Kartenspiele, wie Weiqi (Go), Bridge, Schach oder Xiangqi (chinesisches Schach). Sie wurde 1991 gegründet. Ihr Sitz ist in Peking. 2008 führte diese Organisation im Auftrag der International Mind Sports Association die ersten Weltdenksportspiele in Peking durch.

## Liste der Präsidenten
- Chen Zude (陈祖德): Oktober 1991 bis Juni 2003
- Wang Runan (王汝南): Juni 2003 bis Januar 2007
- Hua Yigang (华以刚): Januar 2007 bis Juni 2009
- Liu Siming (刘思明): Juni 2009 bis Januar 2015
- Zhu Guoping (朱国平): seit September 2018